# 496 Gryphia
496 Gryphia eller 1902 KH är en asteroid i huvudbältet, som upptäcktes 25 oktober 1902 av den tyske astronomen Max Wolf. Den är uppkallad efter den tyske poeten Andreas Gryphius.
Asteroiden har en diameter på ungefär 14 kilometer och den tillhör asteroidgruppen Flora.